# Udio
Udio는 간단한 텍스트 프롬프트를 기반으로 음악을 생성하는 생성형 인공지능 모델이다. 보컬과 악기를 생성할 수 있다. 무료 베타 버전은 2024년 4월 10일에 공개되었다. 사용자는 월간 또는 연간 구독료를 지불하여 오디오 인페인팅과 같은 더 많은 기능을 잠금 해제할 수 있다.
Udio의 CEO인 데이비드 딩이 이끄는 구글 딥마인드의 전 연구원 팀이 2023년 12월에 설립한 이 프로그램은 벤처 캐피털 회사인 앤드리슨 호로위츠와 음악가 윌 아이 앰, 코먼 등으로부터 재정 지원을 받았다. 비평가들은 사실적으로 들리는 보컬을 만드는 능력을 칭찬했지만, 다른 사람들은 훈련 데이터에 저작권이 있는 음악이 포함되어 있을 가능성에 대해 우려를 표명했다.

## 같이 보기
- 스노 AI